# Roma Pride
Il Roma Pride, denominato in passato anche come Gay Pride o Gay, Lesbian, Bisexual and Transgender Pride, è la parata del Pride che si svolge a Roma dal 1994 ed è organizzato dal Circolo di cultura omosessuale Mario Mieli. La parata sfila abitualmente per le strade del centro storico di Roma nei mesi di giugno o luglio.

## Storia
Tra il 30 aprile e il 2 maggio 1994 si svolse a Riccione il VI Congresso nazionale dell'associazione ARCI Gay che nella sua relazione introduttiva stilata dal presidente Franco Grillini pose al centro della discussione il tema della "visibilità" sia delle singole persone che della cultura e dell'identità del movimento gay. Il 3 maggio fu quindi annunciato che si sarebbe tenuta una manifestazione a Roma per il 28 giugno, giornata mondiale dell'orgoglio omosessuale, e l'organizzazione di tale manifestazione fu affidata al Circolo di cultura omosessuale Mario Mieli che, su iniziativa di Vladimir Luxuria e Andrea Berardicurti (in arte La Karl du Pignè), optò per la prima edizione italiana di una parata del Pride, già diffusa in diversi altri paesi americani ed europei. La manifestazione, denominata inizialmente Gay Pride, si svolse il 2 luglio 1994 (il primo sabato utile dopo il 28 giugno), celebrando inoltre il 25º anniversario dai moti di Stonewall; tale edizione vide la partecipazione, secondo gli organizzatori, di circa 10 000 manifestanti che sfilarono tra piazza Santi Apostoli e Campo de' Fiori, e vide come "testimonial per caso" gli attori Ricky Tognazzi e Simona Izzo.
Nel 1995 e nel 1996 il Pride, concepito inizialmente come sfilata nazionale, si svolse a Bologna e a Napoli, tornando in pianta stabile a Roma a partire dal 1997.
Già nel corso dell'anno successivo Grillini pensò alla possibilità di organizzare un evento del movimento gay a Roma in occasione del Giubileo del 2000 e fu così che il Mario Mieli, presieduto da Imma Battaglia, si fece assegnare per quell'anno dalla European Pride Organizers Association (EPOA) l'organizzazione dell'Europride, ribattezzato per quell'occasione come World Pride. Tale edizione vide la partecipazione di un'ampia folla compresa tra 300 000 e 500 000 persone, attirando tuttavia numerose critiche sia dalla Chiesa cattolica, che tramite il Segretario di Stato della Santa Sede Camillo Ruini chiese alle autorità italiane di vietare la manifestazione, sia da parte del governo italiano, il cui Presidente del Consiglio dei ministri Giuliano Amato lo giudicò "inopportuno", pur riconoscendo la tutela del diritto alla libertà di manifestazione del pensiero sancito dalla Costituzione italiana.

## Edizioni

### Gay Pride 1994
La prima edizione del Roma Pride, denominato Gay Pride, si è svolta il 2 luglio 1994 in un percorso tra piazza Santi Apostoli e Campo de' Fiori. Secondo gli organizzatori vi avrebbero preso parte oltre 10000 persone.

### Gay, Lesbian, Bisexual and Transexual Pride 1997
La seconda edizione del Roma Pride, denominato Gay, Lesbian, Bisexual and Transexual Pride, si è svolta il 28 giugno 1997 in un percorso tra piazza della Repubblica e piazza Santi Apostoli, dove si è tenuto un concerto con numerosi ospiti tra cui: Niccolò Fabi, Daniele Silvestri, Angela Baraldi, Erz, Frankie hi-nrg mc, Acid Folk Alleanza, La Pina, Dhamm, Tawa, Mao e la Rivoluzione, Babyra Soul, Kay McKarty, Vladimir Luxuria, Francesco Lago e Mario Venuti.
Per questa edizione, preceduta da un dibattito culturale presso la sala Borromini e da una fiaccolata a monte Caprino, nei pressi del Campidoglio per commemorare l'omicidio di Salvatore Pappalardo avvenuto nel 1982, fu scelto lo slogan "Un mondo di diversi con uguali diritti". In occasione del Pride si tenne inoltre la sfilata di moda denominata Uno specchio per Narciso, ideata da Vladimir Luxuria con la partecipazione di Athina Cenci, Mita Medici, Monica Scattini, Ambra Angiolini e Ida Di Benedetto.

### Gay, Lesbian, Bisexual and Transgender Pride 1998
La terza edizione del Roma Pride, denominato Gay, Lesbian, Bisexual and Transgender Pride, si è svolta il 27 giugno 1998 sempre sul percorso tra piazza della Repubblica e piazza Santi Apostoli. Per questa edizione si sono svolti anche diversi eventi a tema dal 13 al 28 giugno.
Lo slogan dell'edizione è stato: "Art. 3: le garanzie costituzionali non si toccano, si ampliano".

### Gay, Lesbian, Bisexual and Transgender Pride 1999
La quarta edizione del Roma Pride si è svolta il 26 giugno 1999, celebrando il 30º anniversario dai moti di Stonewall, e ha visto per la prima volta la partecipazione dei carri allegorici.
Lo slogan dell'edizione è stato "Abbatti il muro".

### World Pride 2000
La quinta edizione del Roma Pride è coincisa con l'organizzazione della prima edizione del World Pride che si è svolta l'8 luglio 2000 a Roma in un percorso tra la stazione di Roma Ostiense e il Circo Massimo, poi la sera a Tor di Valle, dove si svolse un concerto presentato da Fabio Canino, che ebbe come ospiti, tra gli altri, Geri Halliwell, Marc Almond e Grace Jones, Luca Tomassini. Tale edizione coincise volutamente col Grande Giubileo indetto dalla Chiesa cattolica e attirò numerose critiche sia dagli esponenti ecclesiastici che da diversi esponenti politici italiani. La parata fu preceduta da svariate conferenze, sfilate, spettacoli e mostre, tra le quali destò particolare scalpore Ecce Homo della fotografa svedese Elisabeth Ohlson. Secondo gli organizzatori vi avrebbero preso parte tra le 300 000 e le 500 000 persone.
L'attrice Maria Grazia Cucinotta ne è stata nominata madrina mentre l'attivista statunitense Sylvia Rivera è stata "ospite d'onore". Lo slogan scelto per l'edizione è stato "In Pride We Trust".

### Roma International Pride 2001
La sesta edizione del Roma Pride, organizzata come parata del Pride a livello nazionale, si è svolta il 7 luglio 2001 con una parata tra piazza della Repubblica e piazza della Bocca della Verità. Secondo gli organizzatori alla parata avrebbero preso parte almeno 100 000 persone.
Lo slogan dell'edizione è stato "Tutti giù per strada".

### Roma International Pride 2002
La settima edizione del Roma Pride si è svolta il 29 giugno 2002.
Lo slogan dell'edizione è stato "L'amore fa girare il mondo", ispirato da un girotondo di protesta contro le politiche "anti-gay" del Presidente della Giunta regionale del Lazio Francesco Storace.

### Roma Pride 2003
L'ottava edizione del Roma Pride si è svolta il 5 luglio 2003 con una parata tra piazza della Repubblica e piazza Venezia. L'edizione è stata contraddistinta da una marcata opposizione al secondo governo Berlusconi e ha visto la creazione del pride park Laltrasponda sulla riva del Tevere.
Lo slogan dell'edizione è stato "Libera cittadinanza alle diversità".

### Roma Pride 2004
La nona edizione del Roma Pride si è svolta il 3 luglio 2004 con una parata tra piazza della Repubblica e piazza Venezia. Secondo gli organizzatori alla parata avrebbero preso parte circa 30 000 persone.
Lo slogan dell'edizione è stato "Unioni civili subito", in linea col tema principale della manifestazione che richiedeva al governo e al parlamento l'approvazione di una legge per l'approvazione delle unioni civili tra persone dello stesso sesso.

### Roma Pride 2005
La decima edizione del Roma Pride si è svolta il 9 luglio 2005 con una parata tra piazza della Repubblica e piazza della Bocca della Verità.
Lo slogan dell'edizione è stato "Firmiamoli", in riferimento ad una petizione per richiedere l'approvazione di una legge contro le discriminazioni per identità di genere ed orientamento sessuale.

### Roma Pride 2007
La dodicesima edizione del Roma Pride si è svolta il 16 giugno 2007 con una parata tra piazzale Ostiense e piazza di San Giovanni in Laterano, in piena contrapposizione alla prima edizione del Family Day svoltasi nella medesima piazza circa un mese prima.
L'attrice Monica Guerritore ne è stata nominata madrina mentre il brano Gino e l'Alfetta di Daniele Silvestri (che ha utilizzato alcune sequenze della manifestazione per il vide musicale del brano) è stato scelto come inno. Lo slogan scelto per l'edizione è stato "Parità, Dignità, Laicità".

### Roma Pride 2008
La tredicesima edizione del Roma Pride si è svolta il 7 giugno 2008 con una parata tra piazza della Repubblica e piazza Navona (sebbene la conclusione fosse stata inizialmente prevista a piazza di Porta San Giovanni). Secondo gli organizzatori alla parata avrebbero preso parte 500 000 persone mentre secondo la questura i partecipanti sarebbero stati circa 10000.
Lo slogan scelto per l'edizione è stato "Testardamente".

### Roma Pride 2009
La quattordicesima edizione del Roma Pride si è svolta il 13 giugno 2009 con una parata tra piazza della Repubblica e piazza Navona. Secondo gli organizzatori alla parata avrebbero preso parte 250000 persone.
L'attrice Ornella Muti ne è stata nominata madrina. Lo slogan scelto per l'edizione è stato "Libere tutte e liberi tutti".

### Roma Pride 2010
La quindicesima edizione del Roma Pride si è svolta il 3 luglio 2010 con una parata tra piazzale dei Partigiani e piazza Venezia ed è stata l'unica edizione a non esser stata organizzata dal Circolo Mario Mieli; si è trattato inoltre della prima edizione che ha attraversato via di San Giovanni in Laterano, definita la gay street di Roma. Secondo gli organizzatori alla parata avrebbero preso parte circa 100 000 persone. Prima della partenza del corteo i tre portavoce dell'evento hanno depositato una corona di fiori al monumento alle vittime del fascismo e del razzismo di piazzale Ostiense.
Lo slogan dell'edizione è stato "Unità", in relazione a diverse azioni intimidatorie ai danni della comunità LGBTQIA+ avvenuti in città nelle settimane antecedenti e alle divisioni interne al movimento, che hanno portato diverse associazioni a non aderire alla manifestazione.

### Europride 2011
La sedicesima edizione del Roma Pride è coincisa con l'organizzazione della diciottesima edizione dell'Europride e si è svolta l'11 giugno 2011 con una parata tra piazza della Repubblica e il Circo Massimo, dove si è tenuto un concerto della pop star statunitense Lady Gaga. Secondo gli organizzatori alla parata avrebbero preso parte circa un milione di persone.
Lo slogan dell'edizione è stato "Be Proud".

### Roma Pride 2012
La diciassettesima edizione del Roma Pride si è svolta il 23 giugno 2012 con una parata tra piazza della Repubblica e piazza della Bocca della Verità. Secondo gli organizzatori alla parata avrebbero preso parte circa 150 000 persone.
Lo slogan dell'edizione è stato "Vogliamo tutto" e per questo il brano I Want It All dei Queen è stato utilizzato come colonna sonora dell'evento.

### Roma Pride 2013
La diciottesima edizione del Roma Pride si è svolta il 15 giugno 2013 con una parata tra piazza della Repubblica e piazza Venezia. Secondo gli organizzatori alla parata avrebbero partecipato circa 100 000 persone.
Lo slogan dell'edizione è stato "Roma città aperta", richiamo alla guerra di liberazione italiana.

### Roma Pride 2024
La ventottesima edizione del Roma Pride si è svolta il 15 giugno 2024 con una parata tra piazza della Repubblica e viale delle Terme di Caracalla. Secondo gli organizzatori alla parata avrebbero partecipato circa un milione di persone mentre le forze dell'ordine hanno stimato la presenza di circa 50 000 persone.
La cantautrice Annalisa ne è stata nominata madrina mentre lo slogan dell'edizione è stato "30 anni di orgoglio", per celebrare i 30 anni dalla prima parata del Pride a Roma.